# لورين نيلسون
لورين نيلسون (بالإنجليزية: Lauren Nelson)‏ هي مذيعة أخبار وعارضة أمريكية، ولدت في 26 نوفمبر 1986 في لوتون في الولايات المتحدة.

## وصلات خارجية
- الموقع الرسمي
- لورين نيلسون على موقع IMDb (الإنجليزية)
- لورين نيلسون على موقع إن إن دي بي (الإنجليزية)